# Финансовые ресурсы
Финансовые ресурсы — это совокупность всех денежных средств, которые имеются в распоряжении государства, предприятий, организаций, учреждений для формирования необходимых активов в целях осуществления всех видов деятельности как за счёт доходов, накоплений и капитала, так и за счёт различного вида поступлений. Важной составной частью финансовых ресурсов являются банковские ресурсы.
Финансовые ресурсы предназначены:
- для выполнения финансовых обязательств перед бюджетом, банками, страховыми организациями, поставщиками материалов и товаров;
- осуществления затрат по расширению, реконструкции и модернизации производства, приобретения новых основных средств;
- оплаты труда и материального стимулирования работников предприятий;
- финансирования других затрат.

Финансовые ресурсы подразделяются на:
- централизованные фонды (государственный бюджет, внебюджетные фонды);
- децентрализованные финансовые ресурсы (денежные фонды предприятий).

Имеются также финансовые ресурсы государства, регионов, предприятий.
Главным источником формирования централизованных фондов на макроуровне является национальный доход. На базисе распределения и перераспределения национального дохода образуются централизованные фонды денежных средств.
Часть национального дохода формируется и остается в распоряжении предприятий, то есть создаются децентрализованные финансовые ресурсы на микроуровне, которые используются на затраты производства.
Основным источником финансовых ресурсов предприятия является его прибыль от производственной деятельности.
Использование финансовых ресурсов осуществляется в основном через денежные фонды специального назначения, хотя возможна и нефондовая форма их использования.
Финансовые ресурсы государства и предприятий являются непосредственными объектами управления финансами, то есть управления их формированием, использованием и движением денежных потоков.
Наличие в достаточном объёме финансовых ресурсов, их эффективное использование, предопределяют хорошее финансовое положение предприятия, платёжеспособность, финансовую устойчивость, ликвидность. В этой связи важнейшей задачей предприятий является изыскание резервов увеличения собственных финансовых ресурсов и наиболее эффективное их использование в целях повышения эффективности работы предприятия в целом.
Эффективное формирование и использование финансовых ресурсов обеспечивает финансовую устойчивость предприятий, предотвращает их банкротство.